# Алчевський тролейбус
Алчевський тролейбус — тролейбусна система громадського транспорту міста Алчевськ відкрита 26 вересня 1954 року. Припинила роботу 16 липня 2022. Перед закриттям діяло 5 маршрутів з випуском 5-7 тролейбусів, 60 км контактної мережі.
26 вересня 1954 вулицями Ворошиловська проїхав перший тролейбус. Відкрито рух маршрутом від вулиці Чапаєва до металургійного заводу, яким курсували п'ять тролейбусів. Місто Ворошиловськ стало першим в області з тролейбусним рухом.
З 1962 року по 2008 рік існувала тролейбусна лінія Алчевськ — Перевальськ, яка, окрім міжміських перевезень, виконувала функції міського транспорту Перевальська.
З 1954 року тролейбусна мережа динамічно розвивалася і вже з 1963 року охоплює майже все місто.
Через хронічні проблеми, типові для електротранспорту України, відбувалося скорочення випусків на маршрути з 1995 до 2013. У 2014 році, через окупацію міста, робота тролейбуса зазнала значних втрат.
16 липня 2022 року став останнім робочим днем. Ввечері в результаті обстрілу було пошкоджено депо та останні робочі тролейбуси. Інформація про перспективи відновлення роботи відсутня.

## Історія

### Проєкт трамвая (1946)
У 1946 році підготовлено проєкт трамвая. Згідно нього було прокладені рейки та розпочато встановлення опор контактної мережі. Але проєкт так і не було реалізовано, а колія надалі використовувалася для господарчого поїзда. Відтоді у старому районі міста (одноповерхова забудова в районі тролейбусного депо № 1 і маршруту № 5) збереглося багато трамвайних стовпів, які використали для повітряних ліній під час електрифікації будинків.
Відтак наприкінці 1940 — початку 1950-х років по вулиці Кірова трамвайною колією курсував вузькоколійний паровоз з вантажними платформами, який перевозив будівельні матеріали для відновлення житла і будівництва котеджів, і, іноді, підвозив робочих металургійного заводу.

### Передісторія тролейбусу (1953—1954)
28 травня 1954 року рішенням міськвиконкому було засновано Ворошиловське тролейбусне управління, як підприємство. Але цієї події передувало повернення міста під контроль радянських військ 2 вересня 1943 року. З евакуації повертається колишній директор металургійного заводу Петро Арсентійович Гмиря, а на відновлення міських об'єктів НКО відряджає Олександра Івановича Скорика, який за планом КО міста Ворошиловська з 4 березня 1942 року здійснював технічне керівництво оборонними роботами.
Починається відновлення заводу і міста. З чергової поїздки за будматеріалами А. І. Скорик привіз кілька кілометрів тролейбусних дротів. В цей час йде відновлення і будівництво тролейбусних ліній в місті Сталіно. Міністр чорної металургії Тевосян, дізнається, що до Алчевську відправлені тролеї і запрошує Гмирю П. А. і Скорика А. І. до себе, щоб вони передали весь матеріал Донецьку, але Гмиря П. А. запевнив його, що весь матеріал вже використаний. Тоді, за спогадами старожилів, за одну ніч по вулиці Кірова були протягнуті дроти, закріплені були де на стовпах, де на деревах.
З рештою, рішення було прийнте і почалася повноцінна підготовка до запуску тролейбуса. З грудня 1953 року почато капітальне будівництво тролейбусної лінії від заводу до нової колони (нових робітничих будинків). На початку квітня 1954 року до міста надійшли 5 перших тролейбусів МТБ-82Д, які спочатку були призначені для Ворошиловграда, де вже був трамвай і мав би будуватися тролейбус.
28 травня 1954 року прийнято рішення Ворошиловською міською радою «Про організацію тролейбусного управління при Ворошиловському відділі комунального господарства». Першим наказом новопризначеного директора Войтенка було прийняття на роботу водія троллейбуса. Підготовчі роботи подовжувалися влітку 1954 року: добудовувалася лінія, встановлювалося та налагоджувалося обладнання тягової підстанції на розі вулиць Кірова та Фрунзе.

### Запуск руху (1954)
26 вересня 1954 року розпочався рух тролейбусів за маршрутом від вулиці Чапаєва до металургійного заводу. Тролейбуси слідували вулицею Кірова, далі вулицею Тевосяна або Ворошиловградською (нині — вул. Луганська), Щорса (нині — вул. Комунальна) до Південної прохідної (нині — транспортної) металургійного комбінату. На вулиці Комунальній ще залишились артефакти від колишньої першої лінії тролейбуса: опори з хомутами від підтримуючих тросів та майданчик кільця.
Перші водії проходили навчання в містах Київ, Одеса, Сталіно у 1954 році. Пізніше було організовано навчання при тролейбусному депо в Комунарську.

### Розбудова (1955—1974)
Наприкінці 1955 року в парку вже перебувало 18 тролейбусів. Була побудована лінія вулицею Ворошиловградською і далі до Хімзаводу. Маршруту «Депо — Металургійний завод» було наданий № 1, а новому маршруту «Депо — Хімзавод» — № 2.
У 1956 році в парку налічувалося 22 тролейбуси. Від вулиці Кірова побудована лінія до тунелю, нею був введений в експлуатацію маршрут № 3 «Депо — Тунель (просп. Маркса)».
1957 року на балансі депо було вже 32 тролейбуси. Контактна мережа подовжена від тунелю до вулиці Московської, якою запущений маршрут № 4 «Вул. Московська — Тунель (просп. Маркса)». Вже наприкінці 1957 року лінія була подовжена до лікарні «Лиман», в роботу введена друга тягова підстанція, а також лінія по вул. Фрунзе до лікарні «Лиман». Тоді маршрут № 4 став «Лікарня „Лиман“ — Тунель», а невдовзі з'явився допоміжний маршрут № 2А «Лікарня „Лиман“ — Хімзавод» через вулиці Фрунзе та Кірова.

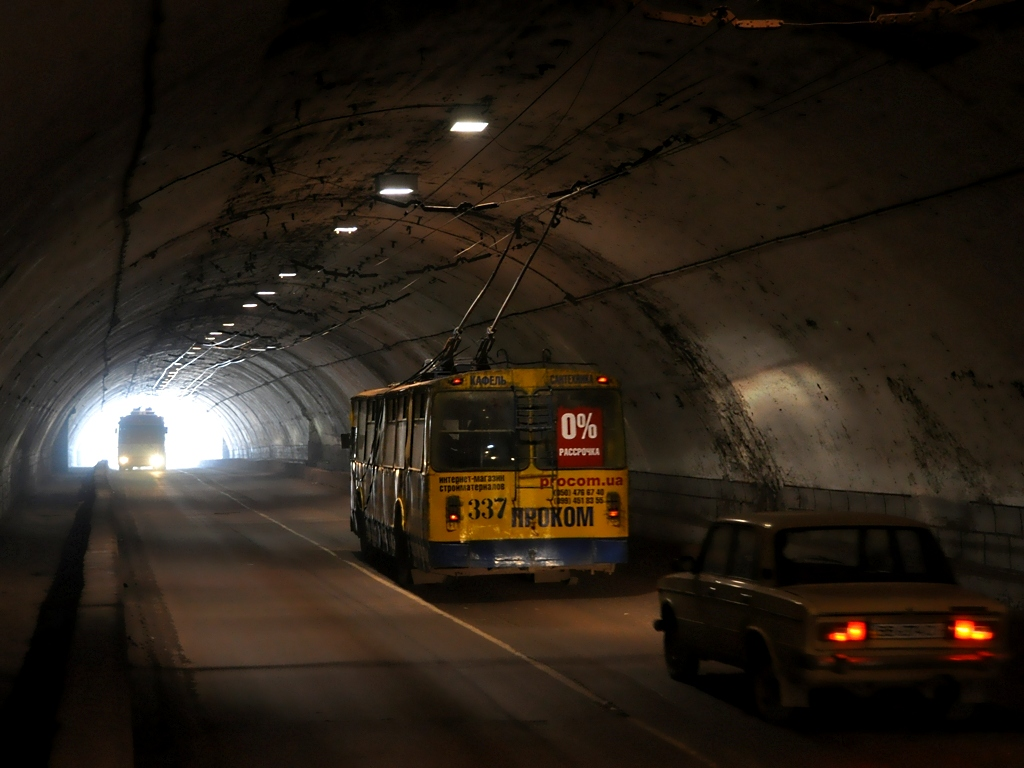
Тролейбус у тунелі

У 1958 році парк налічував 35 машин. Через тунель, що з'єднує основну частину міста з селищем Горького (Жиловкою) і залізничним вокзалом, прокладено тролейбусну лінію, замість проєктованого наприкінці 1940-х років трамвая. Через тунель до залізничного вокзалу було подовжено маршрути № 3 і 4.
1959 року парк поповнили 7 тролейбусів. Маршрути № 2 і 3 були подовжені до шахти Україна (нині — кільце «Автовокзал»).
1960 року маршрут № 3 подовжили до площі Леніна селища ім. Паризької Комуни (нині — місто Перевальськ). Таким чином, була вирішена проблема неякісного автобусного руху в цьому напрямку.

#### Становлення
1961 року тролейбусний парк має 44 машини, побудована лінія ждо селища Василівка. Введено через вулицю Кірова новий маршрут № 5 «Лиман — Василівка».
1962 року було продовжено маршрут № 3 на шахту № 25, для чого введена в експлуатацію тягова підстанція № 3 біля шахти «Романівська». Також подовжені маршрути № 2А, 4 від лікарні «Лиман» до радгоспу «Лиман» (там де зараз вул. Попова), маршрут № 2А перенумерували на № 6 «Лиман — Хімзавод».
Надійшли для випробувань 10 тролейбусів моделі Київ-5ЛА, за результатами яких вони були пущені в серійне виробництво.
1963 року парк мав 50 машин. Була введена в експлуатацію лінія від вулиці Кірова до деревообробного комбінату. Маршрут № 5 був змінений на «Василівка — ДОК».
1964 року тролейбусів у депо — 71. Замість зміненого у 1963 році маршрутом № 5, введений маршрут № 7 «Лиман — Василівка»
1965 року депо має 83 тролейбуса. Побудовано лінію до прохідної «Прокат», куди перенаправлено маршрут № 4.
1966 року на балансі парку — 91 тролейбус. Через потребу у зв'язку залізничного вокзалу з містом, введено маршрут № 8 за старою трасою маршруту № 4.
1967 року почалося списування 10 старих тролейбусів. Побудовано лінію вулицями Ленінградській і Липовенка від вул. Московської до Попова до кільця «Радгосп „Лиман“». Новою лінією пройшов маршрут № 4.
У 1968 році тролейбусний парк налічує 87 тролейбусів. 1969 року парк поповнився 6 машинами, 10 списано, до кінця року парк склав 81 машину. У 1970 році було отримано 6 машин типу ЗіУ-5 та Київ-6, було списано 9 тролейбусів типу ЛАЗ, які були непридатні до подальшої експлуатації. Побудовано тролейбусну лінію від вулиці Попова до 400-го кварталу (до нинішньої вул. Гмирі), нею був подовжений маршрут № 4, що прямував від Прокату через вул. Ліповенка.
У 1971 році парк налічує 77 машин. Було заплановано придбання 10 тролейбусів Škoda 9Tr і подовження маршруту вулицею Ліповенка (нині — проспект Металургів) до вул. Гмирі. Починається будівництво нового тролейбусного депо на 100 машино-місць і тягової підстанції № 4 при ньому. На п'ятирічку планувалося поповнити парк 65 машинами. Тролейбуси Škoda 9Tr отримані не були, а відправлені до Ворошиловграду, натомість надійшли замість них тролейбуси ЗіУ-682. Це було зроблено для уніфікації рухомого складу, що обслуговувався у містах.
1972 року введена лінія від вулиці Червонопартизанської по вул. Декабристів до ПТУ № 8 (пізніше — до заводу «Сигнал»). По ній поновлено закритий за 5 років маршрут № 1. У 1974 році лінію від ПТУ № 8 подовжили по вул. Ленінградській до вул. Горького, а маршрут № 1 став прямувати від вул. Гмирі по вул. Ленінградській до Хімзаводу.
1974 року завершилося будівництво депо № 2 та підстанції № 4. До нового депо перемістилися тролейбуси для обслуговування маршрутів № 1, 4, 6, 7, 8. Введено нові лінії по вул. Гмирі до депо № 2, а лінія по вул. Попова демонтована.
Наприкінці 1975 року парк мав більше 100 машин. У 1976 році відкритий маршрут від вул. Гмирі до кільця заводу «Прокат».

### Застій (1975—1994)

#### ХІ п'ятирічка
Тролейбусне управління за всіма техніко-економічними показниками ХІ п'ятирічки виконало виробничий план. План з перевезення пасажирів виконаний на 100,5 %, понад план перевезено 238 тис. чоловік. Планові збитки знижені на 13,7 тис. руб. Коефіцієнт використання рухомого складу досяг 77,5 % при плані 75,3 %, середньодобовий випуск тролейбусів на лінію становить 83,5 одиниці при плані 81,3 одиниці. План випуску тролейбусів на лінію в години-пік виконаний на 101,6 %.
Відповідно до рішення Ворошиловградського облвиконкому (1981) виконано наступне:
- побудовані диспетчерські пункти на залізничному вокзалі, на кінцевій «Прокат» і на кільці заводу ЗБВ (але так і не введений в експлуатацію, зараз напівзруйнований);
- побудована і введена в експлуатацію тролейбусна лінія довжиною 6,2 км до с. Адміністративне з тяговою підстанцією № 5 потужністю 2 МВА;
- побудована лінія по проспекту Металургів від вул. Гмирі до 58-го кварталу, нею подовжені маршрути № 1 та № 8, що покращило сполучення 58 та 59-го кварталів;

Рухомий склад за роки п'ятирічки оновлений 53 новими тролейбусами.

#### ХІІ п'ятирічка
За ХІІ п'ятирічку тролейбусним управлінням перевезено 265,75 млн пасажирів:
- щодня перевозиться по 150 тис. чоловік.
- кількість маршрутів — 9.
- кількість тролейбусів — 109.
- щоденний випуск тролейбусів — 84.
- випуск в часи-пік — 78 одиниць.

### Пострадянське згасання (1995—2012)
1991 року отримано 8 тролейбусів, 2 з яких — зчленовані, придбані меткомбінатом, це були перші ЗіУ-683 у місті.
Після розвалу Радянського Союзу тролейбусне управління переживає важкий час. На початку 1990-х років в «Алчевському тролейбусному управлінні» налічувалося 117 тролейбусів:
- За призначенням:
  - 113 пасажирських;
  - 2 навчальних;
  - 2 вантажно-технічних;
- За віком:
  - до 10 років — 76 тролейбусів;
  - від 10 до 15 років — 24 тролейбуси;
  - більше 15 років — 17 тролейбусів.

#### Початок спаду
На роботі АТУ негативно позначалося:
- погана забезпеченість запасними частинами;
- внаслідок незадовільного ремонту тролейбусів, які робилися раніше в місті Донецьк, тролейбусне управління вирішило проводити капітальний ремонт тролейбусів на базі депо № 1;
- 1992 року списано 9 тролейбусів, не отримано жодного;
- 1993 року списано ще 10 тролейбусів, 35 % рухомого складу вимагатиме заміни на кінець 1993 року.

1992 року, не зважаючи на важкий час, введена в експлуатацію тягова підстанція № 6 і прилеглу до неї лінію від шахти № 25 до шахти № 5, що була дуже необхідною на той час. Лінією подовжено маршрут № 3 «Залізничний вокзал — Шахта № 5».
Для виконання плану перевезень пасажирів АТУ додатково потрібно 35 одиниць рухомого складу. З 75,1 км контактної мережі необхідно провести капітальний ремонт 16,6 км. Фактично відремонтовано 4,2 км без заміни контактного дроту. Через систематичне недоотримання контактного дроту вимагають термінової заміни 24 км контактної мережі у два дроти.
У 1990-ті роки знизився рівень прибутку у зв'язку з введенням безкоштовного проїзду пенсіонерів і пільговиків. Регулярність руху тролейбусів падає через відсутність водіїв. Основними причинами недостатньості кадрів є незадовільна заробітна плата і незабезпеченість житлом.
1993 року надійшли два тролейбуси ЮМЗ Т1 («гармошки») Дніпропетровського виробництва.
1994 року придбані ще три тролейбуси ЮМЗ Т1. Задля економії ресурсів, зменшення витрат електроенергії та пробігу рухомого складу, та підвищення дохідності за пропозицією заступника директора АТУ Вощаного тролейбусний маршрут № 3 «Залізничний вокзал — Шахта № 5» розділено на два: № 3 «Залізничний вокзал — Автовокзал» та № 2 «Автовокзал — Шахта № 5».
Не зважаючи на допомогу підприємству і виділення коштів з бюджету міста, засобів вистачає тільки на оплату електроенергії, узяті кредити не повертаються і взаємозараховуються. Таким чином, тролейбусне управління є планово-збитковим підприємством. Причиною збитковості є фіксований тариф на проїзд, затверджений державою; поява приватного транспорту (автобусів, маршруток), які не перевозять пільгових пасажирів, тобто переманюють пасажирів.
1996 року за рахунок металургійного комбінату придбано 3 зчленованих тролейбуси TROLZA 6205.
Приблизно у 1999 році, у вихідні дні, працював маршрут № 3А від залізничного вокзалу до шахти № 5 (старий № 3).
Незважаючи, на заходи, що приймаються, збитки склали 1183,4 тис. грн., а неперекриті збитки станом на 1 січня 2001 року склали 1641,7 тис. грн. Заборгованості по зарплаті немає, середня зарплата склала 213 ₴.
У зв'язку зі зростанням зарплати на АМК і КХЗ з АТУ звільнилися 193 людини (більшість з них водії і ремонтники).
При всіх труднощах тролейбусне управління продовжує жити. У 2002 році місто придбає 10 автобусів ПАЗ, а потім і 5 мікроавтобусів ГАЗель, використовуючи їх в режимі маршрутних таксі. КП «АТУ» перейменоване на КП «Алчевськпастранс».
Вартість проїзду в тролейбусі і автобусі становила 30 коп, в маршрутці — 50 коп. Пізніше ці ціни підвищили до 50 коп., 60 коп. і 80 коп. відповідно. Щоправда рух цих автобусів і маршруток через деякий час значно погіршав.
Надходили пропозиції на постачання тролейбусів ЗіУ-682Г та ЮМЗ:
- ЗіУ-682Г — 55 тис. ₴, ЮМЗ Т2 — 95 тис. ₴ (одинарні);
- TROLZA 6205 — 70 тис. грн., ЮМЗ Т1 — 125 тис. грн. («гармошки»).

2003 року був скасований маршрут № 7 (просп. Металургів — ЗБК 11) і введений новий маршрут № 6А (просп. Металургів — Ринок).
2004 року всі тролейбуси з депо № 1 переводять в депо № 2, а на базі депо № 1 залишається тільки капітальний ремонт тролейбусів. У АПТ налічується 71 тролейбус. На лінію виходить 42 тролейбуси (в «годину-пік»).

#### Деяка стабілізація
Комунальне підприємство «Алчевськпастранс» проводить у себе на базі депо № 2 навчання водіїв і їх перепідготовку. Видана ліцензія Міністерством освіти і науки України на проведення занять. Для практичних занять виділені навчальні тролейбуси і затверджений навчальний маршрут.
Наприкінці 2005 року до міста надійшли 2 тролейбуси ЮМЗ Т2 (вартістю по 600 тис. ₴). Подовжена тролейбусна лінія від вул. Леніна по вул. Гмирі до вул. Волгоградська. Введений маршрут № 9 «Вул. Волгоградська — Прокат». Здійснювалися роботи щодо закільцюванню лінії від кільця вул. Волгоградської навколо 60-го кварталу, по вул. Сарматській, Леніна до кільця на вул. Гмирі, але у квітні 2006 року вони були припинені.
На прес-конференції 22 листопада 2007 року начальник КП «Алчевськпастранс» пообіцяв, що до 2009 року роботи будуть доведені до кінця. Крім того він сказав, що на вул. Волгоградській буде побудовано підстанцію. На початку 2007 року Алчевськ отримав 3 тролейбуси ТролЗа XTU-682ГОМ (ЗіУ-682Г-016.02) (вартістю по 675 тис. ₴). Так само на прес-конференції були обіцяні надходження ще трьох тролейбусів у 2007 році і як мінімум по 2 кожен подальший рік. Заявлені обіцянки виконані не були. Також особливим стало те, що КП «Алчевськпастранс» 2006 рік закінчило з прибутком 3,4 млн ₴, а 2007 рік — 3,1 млн ₴.

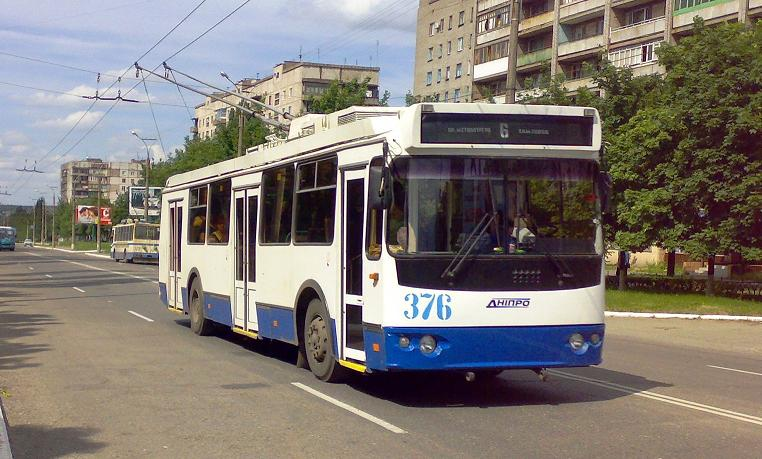
Дніпро Е187 (№ 376) на маршруті № 6

2008 рік для алчевського тролейбуса виявився важким. Не зважаючи на те, що у 2008 році придбаний один новий тролейбус Дніпро Е187, парк тролейбусів значно скоротився через списання старих машин. З 71 машини було залишено 58. Випуск на лінію почав становити у «години-пік» 34-37 тролейбусів (у найкращі часи, у «години-пік» на маршрути виходило більше 80 машин). За рік на підприємстві відбулося значне скорочення працівників, звільнено ~150 чоловік, залишилося трохи більше 300 (у найкращі часи на підприємстві працювали ~1000). Депо № 1 повністю закрито, всі служби переведені в депо № 2. Новою юридичною адресою стала: вул. Дунауйварошська 3, — депо № 2
За рік підприємством «Алчевськпастранс» недоотримано 3,69 млн ₴ компенсацій. Також у зв'язку з економічною кризою містоутворювальні підприємства зменшили своє виробництво і почали скорочення працівників, що привело до зменшення пасажиропотоків і погано позначилося на роботі тролейбусного управління.
2008 року так само припинений рух тролейбусів маршрутом № 2, який проходив по території сусіднього з Алчевськом міста Перевальськ. На закритому маршруті планувався демонтаж контактної мережі і тягової підстанції № 6, але пізніше від демонтажу тимчасово відмовилися, з перспективою на відновлення.
З 1 вересня 2008 року вартість проїзду в тролейбусі збільшилася до 70 коп, а в маршрутних таксі і автобусах до 1,25 ₴.
Незважаючи на всі складнощі тролейбус в Алчевську продовжує існувати і виконувати свою головну функцію — перевозити пасажирів. Підтвердженням цього став 6 вересня 2008 року відкриття нового тролейбусного маршруту № 11 «Вул. Волгоградська — Хімзавод» спочатку з одним тролейбусом з 05:20 до 23:50, а з грудня додано ще один — піковий.
За директорства Носовї Г. І. почалося впровадження безкондукторної роботи. З 1 жовтня 2008 року на маршруті № 10, з 23 жовтня на маршруті № 1, а з 1 листопада на маршруті № 5 введена безкондукторна система оплати проїзду. 16 січня 2009 року на маршруті № 3 також скасовані кондуктори. З 1 лютого 2009 року на всіх маршрутах введена безкондукторна система оплати проїзду, талони на проїзд продаються у водіїв і у всіх кіосках і магазинах, розташованих поблизу зупинок. В листопаді 2009 був призначений новий директор — Третьяков О. І.
2011 року тролейбусами міста було перевезено 28541 тис. чол., що на 11,6 % більше ніж у 2010 році, коли було перевезено 25.575 тис. пасажирів.
Випуск тролейбусів на маршрути протягом року становить 34 одиниці у «години-пік», за винятком невеликого спаду у липні-серпні 2011 року, коли через масовий відтік водіїв у місто Донецьк, що набирало працівників до Євро-2012, випуск спадав до 26 машин. Але ситуація швидко відновилась через відклик водіїв з відпусток та закінчення навчання нової групи. Крім того цей спад майже не відбився на власних доходах підприємства, бо збігся з підвищенням вартості проїзду маршрутних таксі з 1,25 до 2,00 ₴.
На підприємстві працює 295—298 чоловік, випуск у вечірні години знизився до 13-14 тролейбусів з 16. На балансі залишаються 57 пасажирських та 1 вантажний тролейбус. На рівні мерів йдуть перемовини про часткове відновлення лінії у місто Перевальськ до пл. Леніна, але результатів вони не дали.
Попри труднощі та завдяки підготовки двох груп по 10 водіїв наприкінці 2011 року, у 2012 році збільшилися обсяги роботи підприємства. Замість пікових графіків роботи на маршрутах № 3, 4, 6, 8, 11 почали вводити 12-годині (з 6 до 19-20 години) та навіть розривні (3 6 до 22 години). Інтенсивність руху в денний час та ввечері збільшилася, але така ситуація протрималась не тривалий час, через фінансові труднощі і відтік кадрів.
Станом на 2012 рік була запланована покупка лише одного тролейбуса, але і вона не була реалізована. Влітку 2012 року повністю демонтована контактна мережа колишнього маршруту № 2 (м. Перевальськ).

### Криза (2013—2014)

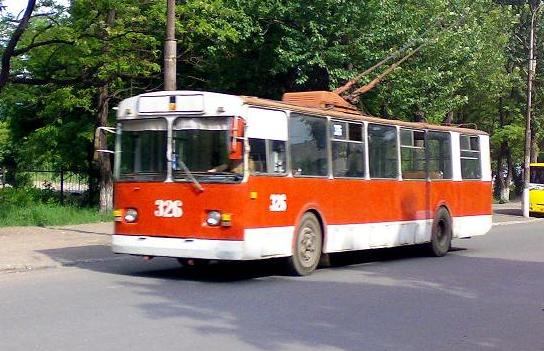
ЗіУ-682 (№ 326) на маршруті № 4

Починаючи з осені 2012 року відбувається зниження обсягів роботи. Випуск на лінію падає з 34 машин до 26-28 на годину пік, бо не вистачає робочих тролейбусів і водіїв. 21 грудня 2012 року в Луганську відбувся суд. Колектив КП «Алчевськпастранс» судився з директором Третьяковим А. І. з приводу не виплати заробітної плати. Питання про погашення заробітної плати не було вирішене. Заборгованість протягом значного часу становить близько 2-х місяців.
На 26 лютого 2013 року було призначено безстроковий страйк працівників, поки не буде виплачена заробітна плата. 13 лютого 2013 року, замість звільненого напередодні Олександра Третьякова (призначеного минулим мером), призначено нового директора Олександра Орлова. Страйк триватиме 3 дні — з 26 по 28 лютого 2013 року. На 31-й сесії Алчевської міської ради 6-го скликання було прийнято рішення про виділення коштів до статутного фонду КП «Алчевськпастранс». на погашення заборгованості по заробітній платі, після чого страйковий комітет заявив про припинення страйку. На тій же сесії міської ради було створено робочу групу з числа депутатів із залученням посадових осіб для підготовки заходів щодо виведення підприємства із критичної фінансової ситуації.
28 березня 2013 року, на наступній сесії міської ради, голова робочої групи відзвітував про її роботу, а також виступив директор підприємства. Ніяких істотних змін у роботі підприємства не відбулося. В обов'язок директора з моменту його призначення в місячний термін входила підготовка плану виведення підприємства з кризи, але це так само не виконано.
У березні 2013 року були списані 4 тролейбуси. На балансі залишаються 54, з них лише 35 у робочому стані. Регулярність роботи тролейбуса помітно впала, у порівнянні з 2012 роком. Забезпечення заявлених випусків, особливо у вечірній час не виконується, внаслідок чого інтервали на основних маршрутах збільшуються вдвічі.
За період травень-липень 2013 року випуск тролейбусів впав з 27 до 22 тролейбусів. З 1 серпня новим мером призначено нового директора підприємства Холодова І. В. (це колишній директор Стаханівського ТТУ, що було ліквідовано). Створено робочу групу, завданням якої в черговий раз є перегляд транспортної мережі міста, щоб зменшити дублювання тролейбусних маршрутів приватними перевізниками, так як заходи розроблювані раніше або не впроваджувалися, або були неефективними, але ця робота в черговий раз саботована.
Триває підготовка до списання і порізка вже списаного рухомого складу, який малопридатний до відновлення. У серпні 2013 року списують ще 3 тролейбуси ЗіУ-682, разом у депо залишається 51 машина, з них у робочому стані лише ~30. У серпні-липні проходить активне залучення підприємців для розміщення реклами на тролейбусах, завдяки чому близько десяти з них з них проведено косметичний ремонт.
У жовтні 2013 року ситуація на підприємстві ще погіршується, борг із зарплати становить чотири місяці, заходи щодо стабілізації фінансового становища КП «Алчевськпастранс» провалені. Випуск тролейбусів продовжує падати, працівники звільняються. На адресу незадоволених працівників звучать погрози директора, розгоряється скандал, директор і головний інженер звільняються. У листопаді 2013 року тимчасовим директором стає Кондруцкій В. І., який впродовж 4 років був заступником директора. Подані документи на списання ще 10 тролейбусів, серед яких 4 зчленованих ЮМЗ Т1. У депо нестача рухомого складу, але й він не весь виходить на лінію, бо звільняються водії. Випуск у грудні становить 17-18 машин у ранковий пік, кредиторська заборгованість підприємства більше 7 млн ₴, заборгованість з зарплати становить 4 місяці. Наприкінці грудня призначений новий директор — Терещенко А. І., до цього директор управління механізації.
25 січня 2014 року, через брак рухомого складу у морози, а пізніше через брак водіїв призупиняється робота маршруту № 5, контактна мережа не демонтується. Два великих мікрорайону з приватною забудовою залишаються без тролейбусного сполучення.
Через те, що ситуація навколо підприємства ігнорується міською владою, 16 березня 2014 року розпочався безстроковий страйк працівників з основною вимогою про виплату заборгованості з заробітної плати. Тролейбуси на лінію не виїжджають. 1 квітня 2014 року страйк припинився, не дивлячись на те, що вимоги працівників були не виконані, заборгованість по зарплаті збереглася за 3,5 місяці. Після страйку рух відновився лише частково: працюють тролейбусні маршрути № 4, 6, 8, 9, 11 з 05:00 до 18:00. 10 квітня відновлено випуск на маршрут № 10 с в «годину-пік».
4 квітня 2014 року збільшена вартість проїзду з 1,00 до 1,50 ₴.
18 квітня 2014 року директор Терещенко А. І. звільнився за власним бажанням. Раніше, під час страйку, звільнився заступник директора, а головного інженера підприємство не мало з жовтня 2013 року, тому обов'язки частково виконують наявні начальники служб. Через деякий час призначено нового директора Галстяна О. К., колишнього робітника МВС. 17 червня 2014 року на засіданні виконавчого комітету після місяця на посаді директор зізнався, що не може розібратись з принципом роботи тролейбусного підприємства. Також він повідомив, що на підприємстві працює 124 людини.
5 травня 2014 року на прес-конференції заступник мера анонсував можливе отримання 5 б/в тролейбусів з Києва. Це тролейбуси ЮМЗ Т2 2003 року випуску. Тролейбуси ЮМЗ Т2 вже відбиралися в Києві алчевськими тролейбусниками в 2012 році, але тоді їх доставка не була профінансована містом.
3 червня 2014 року в порядку двотижневого експерименту відновлено роботу тролейбусного маршруту № 3 «Автовокзал — Прокат», на маршруті працював 1 тролейбус в «годину-пік». Через два тижні маршрут був повернений на стару трасу «Залізничний вокзал  — Автовокзал» із графіком роботи у «години-пік».

### Окупація міста, замороження кризи (2014—2017)
Протягом червня-вересня порізані на металобрухт 7 тролейбусів (ЗіУ-682 та ЮМЗ Т1), продовжується звільнення робітників через заборгованість з заробітної плати, що перманентно становить 3-4 місяці, та через воєнні дії в регіоні. На початку серпня випуск падає до 10 тролейбусів у годину пік на існуючі 7 маршрутів. У вересні-жовтні ситуація трошки стабілізувалася, навіть повернулися до роботи 2-3 водії, бо АПТ одне з небагатьох комунальних підприємств, де платилася зарплата, хоч і з заборгованістю. Також з жовтня трохи скоротився час роботи тролейбусів, вони стали працювати з 08:00 до 17:00 (за місцевим часом), а випуск стабілізувався на 11-12 машинах.
У листопаді 2014 року демонтовано контактну мережу непрацюючого маршруту № 5 від вул. Кірова до АЗБК протяжністю 2,5 км у двопутному вимірюванні. Офіційною причиною названо розкрадання тролей та аварійний стан опор, але частковий демонтаж проводився і раніше для ремонту інших ділянок з тролейбусним рухом, а стан опор поганий у більшості місць. Окрім того заявлено, що опору необхідно демонтувати, але після зняття лінії демонтаж не почався й досі. Також у листопаді поновився рух маршруту № 3 на вимогу жителів.
Впродовж січня-квітня 2015 року майже повністю запроваджена оплата проїзду пенсіонерами за віком в розмірі 50 % а також, у зв'язку з тим, що місто знаходиться під контролем угрупувань «ЛНР», оплата провадиться переважно в російських рублях. Вартість проїзду становить 1,5 грн/3 руб. (0,75 грн./1,5 руб для пенсіонерів).
Станом на 1 вересня 2015 року на 7 маршрутів виходить 10-11 тролейбусів, що перевозять за добу близько 4 тисяч платних пасажирів (окрім школярів, інвалідів). Багато неробочих тролейбусів протягом літа порізано на металобрухт, на території депо зберігаються 26 тролейбусів, 14-15 з яких в робочому стані.
У січні 2016 року директором КП Алчевськпастранс призначено Валерія Віталійовича Поляновського, якого ЗМІ пов'язують з бізнесом маршрутних таксі у місті. Вже за рік виконуючим обов'язки директора Володимир Володимирович Говядов, начальник служби рухомого складу.
Навесні 2016 року ситуація з роботою трохи стабілізувалася. Не дивлячись на заборгованість по заробітній платі майже в рік повернулося кілка водіїв, що дозволило поступово збільшити випуск до 14-15 машин у квітні, що працювали на 7 маршрутах. Дохід Алевськпастрансу складається лише з продажу талонів і сягає у будні близько 20 тис. руб., у вихідні 12-13 тис. руб. при вартості проїзду 8 руб. для загального населення та 4 руб. для пільговиків, які складають основну масу пасажирів.
1 червня 2016 року, після експерименту 18-20 травня, почав працювати маршрут № 8-3 «Квартал-58 — Прокат — Автовокзал». Він став найдовшим з усіх, що існували колись у місті, але на ньому працює лише один тролейбус з часом обортнього рейсу 1 год. 50 хв.
З 1 жовтня 2016 року один тролейбус маршруту № 8 перенаправлено до вул. Дунауйвароської за маршрутом № 8А «Депо № 2 — Залізничний вокзал».
Протягом 2018—2019 років, через хронічний поганий фінансовий стан підприємства, кількість працівників значно скоротилася, в тому числі критично необхідних з ремонту рухомого складу. Це призвело до виходу з дії частини рухомого і скороченню випусків на маршрути з 12-14 до 5-6 машин. Також для перевезення пасажирів залучено 2 автобуси ПАЗ, що належать підприємству. Середньодобова кількість пасажирів в тролейбусах та автобусах складала близько 1500 чоловік.
У квітні 2021 року на підприємство прибули 7 автобусів ЛіАЗ 6212 бувших використанні у Санкт-Петербурзі. У травні-червні 3 автобуси змогли запустити на маршрути, що дублюють тролейбусні №№ 6 і 8, але через поганий технічний стан машин та нестачу водіїв працюють лише 1-2 автобуси та вкрай нестабільно.
З 31 січня 2022 року маршрут № 10 було подовжено до тролейбусного депо № 2, при цьому випуск зберігся (1 тролейбус), інтервал руху збільшено з 35 хв. до 1 год. 30 хв. Маршрут за новою схемою працював нестабільно, часто тролейбус виконував рейси за старим трасуванням. В результаті була збережена стара схема руху.

## Припинення руху
16 липня 2022 року після закінчення руху близько 21:00 години в результаті обстрілу було пошкоджено тролейбусне депо, зокрема ремонтні майстерні, де знаходились останні робочі тролейбуси, контактну мережу та автобуси.. Переважна більшість техніки і обладнання серйозно постраждали і малопридатні для відновлення.
Рух електротранспорту в місті повністю припинено. Згодом замість троллейбусів почалося надходження автобусів ПАЗ-3204 "Вектор"

## Вартість проїзду
З квітня 2014 року вартість проїзду становила 1,50 грн.
В період російської окупації вартість однієї поїздки в тролейбусі була встановлена спочатку 8, а потім 10 рублів, в автоббусі 12 рублів для загальної групи громадян, та 5 і 6 відповідно — для пільговиків. Школярі мають право безоплатного проїзду у навчальний час.
Оплата проїзду провадиться шляхом придбання талона і його компостуванням в салоні. Для контролю за оплатою проїзду працюють контролери.

## Експлуатуюче підприємство

### Основні дані
| Назва             | Комунальне підприємство «Алчевськпастранс»                            |
| Органи управління | Управління житлово-комунального господарства Алчевського міської ради |
| Місцезнаходження  | 94217, Луганська обл., м. Алчевськ, вул. Дунауйварошська, 3           |

### Види діяльності
- Діяльність тролейбусного транспорту.
- Пасажирський автомобільний транспорт (автобуси).
- Діяльність автомобільного вантажного транспорту.
- Медична практика.
- Здача в оренду нежитлового фонду.
- Навчання дорослих (курси водіїв тролейбусів).

### Керівник підприємства
З осені 2022 року автобусним рухом почав керувати Григорян Тигран Норайрович.

## Маршрути

### Схема маршрутів

#### Маршрут №1 (1954—1960-ті)
Перший маршрут тролейбуса з'явився у 1954 році і слідував від депо (вул. Тельмана) по вул. Кірова, вул. Ворошиловградської (нині вул. Луганській) до прохідної метзаводу (нині його центральної транспортної прохідної). Пропрацював маршрут в такому вигляді до 60-х рр., коли маршрут відмінили а лінію від вул. Ворошиловградської до прохідної зняли.

#### Маршрут №1 (1972—2013)
Призупинений 13 лютого 2013 року.
1972 року маршрут з'явився вдруге за історію руху, але вже в іншому вигляді. Він пройшов по новозбудованій лінії від ПТУ № 8 по вул. Декабристів і далі або за маршрутом № 6 по вул. Кірова до депо № 1.
ку
1974 року маршрут набув вигляду близького до сучасного від вул. Гмирі по вул. Липовенка, вул. Ленінградської (де побудована нова лінія від вул. Горького до вул. Чернишевського), вул. Декабристів до Хімзаводу. Лише в 1981 році його трохи подовжили по просп. Металургів до нового кільця «Квартал № 58».
Важливим моментом в історії маршруту є те, що з 1989 по 2001 роки тут працював єдиний в місті «тролейбусний поїзд» (№ 326 + 327).
У найкращі часи інтервал руху на маршруті становив 6-8 хвилин. У 2000 році випуск становив 2 змінних і два пікових тролейбуси. В 2002-му маршрут став працювати тільки у години пік по 3-4 тролейбуси. У 2006 році випуск став 2 тролейбуси, а у 2010 році — 1. У лютому 2013 випуск тролейбуса на маршрут перестав забезпечуватися.
Проходив від кільця «Квартал 58» до кільця «Хімзавод». Слідував вулицями: просп. Металургів — вул. Липовенка — вул. Ленінградська — вул. Декабристів — вул. Червонопартизанська. Останнім часом працював по робочим дням у години «пік». На маршруті був один тролейбус. Час оборотного рейсу — 54 хв.

#### Маршрут №2 (1955— середина1980-х)
Перший раз маршрут № 2 з'явився у 1955 році і слідував від депо (вул. Тельмана) по вул. Кірова, вул. Ворошиловградській до хімзаводу. У 1960 році був продовжений до селища ім. Паризької Комуни (м. Перевальськ). У такому вигляді маршрут працював наприкінці 1970-х, а також нетривалий час у середині 1980-х років.

#### Маршрут №2 (1994—2008)
Існував з 1994 до липня 2008 роки.
Маршрут з'явився у 1994 році внаслідок розділу довгого маршруту №  3 «Шахта 5 — Залізничний вокзал» на два № 2 «Шахта 5 — Автовокзал» та № 3 «Автовокзал — Залізничний вокзал» з метою зменшення витрат (випуск тролейбусів знижено з 14 до 11) і збільшення доходів (за рахунок пересадки). В початковий час на маршруті працювали по 3 змінних тролейбуси, з 2000 року — 2 змінних і 1 в першу зміну, з 2004 року — 2 змінних, з 2006 року — 1, у липні 2008 року — маршрут припинив свою роботу, а з вересня був офіційно скасований. У 2012 році контактна мережа маршруту була повністю демонтована, офіційною причиною закриття стала відсутність компенсації витрат на перевезення пільговиків зі сторони м. Перевальска, у якому виконував функції міського транспорту цей маршрут.

#### Маршрут №2А (1957—1962)
Маршрут існував з 1957 по 1962 роки. Проходив від кільця «Лікарня Лиман» (нині пл. 30-річчя Перемоги) до кільця «Хімзавод». Слідував по вулицях: вул. Фрунзе — вул. Кірова — вул. Ворошиловградська — вул. Червонопартизанська. Працював щоденно з 8.00 до 14.00. Пізніше в 1962 році, коли лінія від лікарні Лиман була продовжена до радгоспу Лиман, маршрут також був продовжений і отримав новий номер — № 6.

#### Маршрут №3 (1956 — 1992, 1994 — 2020)
Був призупинений з 01.04.2014 по 02.06.2014, з 01.09.2014 по 15.11.2014.
Проходив від кільця «Залізничний вокзал» (Залізнична станція Комунарськ) до кільця «Автовокзал» (автовокзал Алчевська в Перевальську. Курсував вулицями: вул. Кірова — вул. Луганська — вул. Горького — вул. Свердлова — вул. Лібкнехта — вул. Вокзальна — вул. Центральна. З 2014 режим роботи був наступний: щоденно, у робочі дні в годину пік, у вихідні зранку. На маршруті 1 тролейбус. Час оборотного рейсу — 55 хв.

#### Маршрут №3 (1992 — 1994)
Маршрут проходив від кільця «Шахта № 5» (м. Перевальск) до кільця «Залізничний вокзал». На маршруті працювало 14 тролейбусів. Час оборотного рейсу скаладав 1 год. 32 хв.
У 1994 році довгий маршрут № 3 був розділений на два коротші № 2 та № 3.

#### Маршрут №3А (приблизно1999)
Існував недовго наприкінці 1990-х років. Маршрут з'явився і зник малопомітно, мало запам'ятався і жителям міста. Проходив від кільця «Шахта 5» через «Автовокзал» до кільця «Залізничний вокзал», таким чином повністю повторюючи трасу маршруту № 3 у період 1992—1994 рр. Працював по вихідних з 05:00 до 14:00. На маршруті працювало три-чотири тролейбуси. Час оборотного рейсу становив близько 1 год. 40 хв.

#### Маршрут №4 (1956—2019)
Маршрут вперше з'явився у 1956 році та протягом існування поступово змінювався. Остаточного вигляду набув у 1974 році. Останній рік працював вкрай не стабільно через нестачу рухомого складу.
У 1956 року був запущений від тунелю до кільця біля стадіону «Сталь». У 1957 році подовжений "Тунель — лікарня «Лиман», у 1958 — "Вокзал — лікарня «Лиман», у 1960 — "Вокзал — совхоз «Лиман», у 1965 — "Прокат — совхоз «Лиман» (через вул. Липовенка).
З 1974 року проходив від кільця «Тролейбусне депо № 2)» до кільця «Прокат» (прохідна прокатних цехів ВАТ АМК). Слідував трасою: вул. Дунауйвароська — вул. Гмирі — пр. Металургів — вул. Липовенка — вул. Ленінградська — вул. Горького — вул. Заводська. Працював у пікові години з випуском 1 тролейбус. Час оборотного рейсу — 54 хв. У пік розвитку працювало 8 машин з оборотом у 44 хвилини.

#### Маршрут №5 (1961— січень 2014)
Призупинений 25 січня 2014 року. Не був офіційно скасований, але через демонтаж контактної мережі до АЗБК відновлення руху не можливе.
Проходить від кільця «АЗБК» (Алчевський завод будівельних конструкцій, городяни називають це кільце «кладовище», через розташоване неподалік головне міське кладовище) до кільця «ЗБВ 11» (завод залізобетонних виробів, городяни називають це кільце «Василівка», однойменно з селищем, по якому проходить частина маршруту і кільце). Працював щоденно з 05:00 до 00:20. На маршруті працював 1 тролейбус. Час оборотного рейсу становив 1 год 4 хв.

#### Маршрут №5А (1970-ті— квітень 2014)
Маршрут довго був умовно діючий: працював один день в році, в першу неділю після Великодня, коли багато людей їде на кладовище (поминальний день — «Червона гірка»). Проходив від кільця «АЗБК» до кільця «Хімзавод». Працював з 05:00 до 16:00. На маршрут виходило по 6-8 тролейбусів, але у 2014 році — всього 2. Час оборотного рейсу становив 48 хв. У 2015 році контактна мережа до АЗБК була демонтована.

#### Маршрут №6 (1962— 16 липня2022)
Маршрут з'явився у 1962 році, а у останньому вигляді організовано у 1974 році. Проходить від кільця «Проспект Металургів» (перехрестя пр. Металургів і вул. Гмирі) до кільця «Хімзавод» (біля центральної прохідної ВАТ Алчевськкокс). Слідує вулицями: вул. Гмирі — вул. Леніна — вул. Фрунзе — вул. Кірова — вул. Луганська — вул. Червонопартизанська. Працював щоденно. На маршрут виходить 2-3 тролейбуса, у пік розвитку - не менше 20 тролейбусів. Час оборотного рейсу — 58 хв.

#### Маршрут №6А (2003—2005)
Не працює після появи маршруту № 9, але зрідка використовувався для скорочення маршруту № 6. Проходив від кільця «Проспект Металургів» до зупинки «Ринок» (біля центрального ринку; частково в односторонньому напрямку). Слідував по вулицях: вул. Гмирі — вул. Леніна — вул. Фрунзе — вул. Кірова — вул. Луганська — вул. Горького — вул. Ленінградська — вул. Московська. Працював з 5.00 до 14.00 у вихідні. На маршруті працювало чотири тролейбуси. Час оборотного рейсу становив близько 44 хв.

#### Маршрут №7 (1962—2003)
Не працює з 2003 року, коли для ремонту дороги на Василівці був призупинений, а по закінченні ремонту не був відновлений (відновили тільки маршрут № 5, який під час ремонту ходив на «Прокат»).
Проходив від кільця «Проспект Металургів» до кільця «ЗБВ-11» по вулицях: Гмирі — Леніна — Фрунзе — Московська — Ленінградська — Горького  — Радянська — Коцюбинського. Працював щоденно з 5.00 до 00.00.
Останнім часом на маршруті працював один, а у години «пік» два тролейбуси. Час оборотного рейсу становив близько 57 хв.

#### Маршрут №8 (1965— 16 липня2022)
Маршрут з'явився у 1965 році, а у останньому вигляді організовано у 1981 році. Проходив від кільця «Квартал 58» (перехрестя пр. Металургів і вул. Сарматської) до кільця «Залізничний вокзал». Слідує вулицями: пр. Металургів — вул. Гмирі — вул. Леніна — вул. Фрунзе — вул. Московська — вул. Ленінградська — вул. Горького — вул. Свердлова — вул. Лібкнехта — вул. Вокзальна — вул. Центральна. Працює щоденно. На маршрут виходить 1-2 тролейбуси, у пік розвитку - не менше 12 тролейбусів. Час оборотного рейсу — 1 год. 5 хв.

#### Маршрут №8А (січень 2017 — кінець 2020)
Проходив від кільця «Депо 2» (вул. Дунауйвароська) до кільця «Залізничний вокзал». Слідував вулицями: вул. Дунауйвароська — вул. Гмирі — вул. Леніна — вул. Фрунзе — вул. Московська — вул. Ленінградська — вул. Горького — вул. Свердлова — вул. Лібкнехта — вул. Вокзальна — вул. Центральна. Працював не стабільно. На маршруті був 1 тролейбус. Час оборотного рейсу — 1 год. 5 хв.

#### Маршрут №8-3 (травень2016—січень2017)
Проходив від кільця «Квартал 58» (перехрестя пр. Металургів і вул. Сарматської) через кільце «Прокат» і далі до «Автовокзалу», і в зворотньому напрямку. Слідував вулицями: просп. Металургів — вул. Гмирі — вул. Леніна — вул. Фрунзе — вул. Московська — вул. Ленінградська — вул. Горького — вул. Заводська — вул. Горького — вул Луганська — вул. Кірова. Працював щоденно. На маршруті був 1 тролейбус. Час оборотного рейсу  — 1 год. 50 хв.

#### Маршрут №9 (1970-1980-ті роки, 30 грудня 2005— 16 липня2022)
Маршрут в сучасному вигляді організовано у грудні 2005 року. Проходив від кільця «Вулиця Волгоградська» (перехрестя вул. Волгоградська та вул. Гмирі) до кільця «Прокат». Слідує вулицями: вул. Гмирі — вул. Леніна — вул. Фрунзе — вул. Московська — вул. Ленінградська — вул. Горького — вул. Заводська. Працює не стабільно. 1 тролейбус з маршруту № 8 виконує кілька рейсів у день. Час оборотного рейсу — 55 хв.

#### Маршрут №10 (1982 — 1996)
Проходив від кільця «Автовокзал» (автовокзал Алчевська в Перевальську) до селища Адміністративне. Слідував вулицями: вул. Кірова — вул. Луганська — вул. Горького — вул. Свердлова — (вул. Вокзальна — вул. Центральна) — вул. Лібкнехта — вул. Пржевальського — вул. Піонерська — вул. Челюскінців. Режим роботи був щоденний з 5 до 24 годин. На маршруті працювало 3 тролейбуси. Час оборотного рейсу — 1 год. 15 хв.

#### Маршрут №10 (1996— 16 липня2022)
Проходив від кільця «Залізничний вокзал» до селища Адміністративного. До 2014 року працював щоденно з 5 до 24 годин, з 2014 лище у години пік. На маршруті працював 1 тролейбус. Час оборотного рейсу — 35 хв.

#### Маршрут №11 (6 вересня 2008— 16 липня2022)
Проходив від кільця «Вулиця Волгоградська» до кільця «Хімзавод». Слідував вулицями: вул. Гмирі — вул. Леніна — вул. Фрунзе — вул. Кірова — вул. Луганська — вул. Червонопартизанська. Працює не стабільно, 1 тролейбус з маршруту № 6 виконує кілька рейсів у день. У пік розвитку маршруту працювало 3 тролейбуси. Час оборотного рейсу — 58 хв.

### Інтервали руху тролейбусів
- Примітка: час роботи маршрутів місцевий
- Станом на 01.01.2020

У робочі дні
| Маршрут | Час роботи                 | Інтервал, хв. |
| ------- | -------------------------- | ------------- |
| 6       | 5:20 — 16:40               | 18-40         |
| 8       | 5:20 — 16:20               | 32-65         |
| 9       | нестабільний               | 55            |
| 10      | 4:50 — 9:20, 13:00 — 17:30 | 90            |
| 11      | нестабільний               | 58            |

У вихідні та святкові дні
| Маршрут | Час роботи                 | Інтервал, хв. |
| ------- | -------------------------- | ------------- |
| 6       | 5:20 — 16:40               | 18-40         |
| 8       | 5:20 — 15:15               | 32-65         |
| 9       | нестабільний               | 55            |
| 10      | 4:50 — 9:20, 13:00 — 17:30 | 90            |
| 11      | нестабільний               | 58            |

### Динаміка кількості тролейбусів на лінії
|  |

## Інфраструктура

### Контактна мережа
Контактна мережа в місті була досить розгалужена та охоплювала більшість районів міста. На піку розвитку її загальна протяжність становила 76,8 км в односторонньому обчисленні. Станом на 01.01.2020 залишилось близько 55 км через чисельні демонтажі в період російської окупації. З них службова близько 7 км (3 км у депо 2, та 4 км по вул. Ленінградська, вул. Липовенка та пр. Металургів колишнього маршруту № 4), 4 км є недіючими (по вул. Ленінградській колишнього маршруту № 1). Найбільш поширена проста поперечна і поперечна ланцюгова підвіска контактних дротів, на виносній лінії на Адміністративний — поздовжньо-ланцюгова. Для розгалуження і перетину ліній використовується 55 спецчастини (стрілки: СТУ-5, СТС-5; перетини: МПІ-5)
Служба контактної мережі знаходиться у депо 2. До 2011 року знаходилася на перехресті вулиць Кірова та Фрунзе, спільно з підстанцією № 1, на одному з напружених тролейбусних перехресть.
З осені 2022 після зупинки руху почався повільний демонтаж контактної мережі.

### Депо
Депо № 1 — депо було відкрито у 1956 році. Початково було розраховано на 25 тролейбусів. З часом майданчики відстою було розширено на 60-70 машин. В депо малося 2 проїзні оглядові ями на 6 тролейбусів і 4 ремонтних бокси. З 1990-х років депо експлуатувалося як база для поглибленого середнього (умовно «капітального») ремонту тролейбусів. У 2004 році всі тролейбуси перевели в депо 2, але «капремонт» залишився. З 2007 року на території розташувалася приватна газозаправна станція. У 2008 році депо повністю ліквідовано. На початку 2009 року на території демонтована контактна мережа. Адреса: вул. Кірова, 72.
Депо № 2 — депо було відкрито у 1974 році, бо наявне депо 1 було переповнене а в районі нової забудови активно розвивалася тролейбусна мережа. Розраховане на 100 машин. У новому депо була створена гарна ремонтна база: 2 проїзних оглядових ями на 8 тролейбусів, 4 ремонтних бокси на 12 машин, автоматична мийна станція, камера термофарбування кузовів, електронний стенд для регулювання натиску струмоприймачів. У 2004 році всі тролейбуси перевели в депо 2 задля зменшення витрат підприємства, бо їх залишилося близько 75. У 2008 році в депо переведена база для середнього ремонту тролейбусів. Сюди ж перемістилася і адміністрація тролейбусного управління. Адреса: вул. Дунауйвароська, 3.

### Тягові підстанції
- ТП № 1 — знаходиться на перехресті вулиць Фрунзе — Кірова, живить частину призаводської мережі та мережі «старого» міста. Запущена в 1954 році. Потужність підстанції спочатку становила 2х685 кВА. На початку 1960-х років розширена, її потужність склала 4х685 кВА. Має 5+ та 5- фідерів, з яких 4+ та 3- в робочому стані.
- ТП № 2 — знаходиться на пр. Карла Маркса, як і ТП № 1, живить частину призаводської мережі та північну частину мережі. Запущена в 1956 році. Потужність підстанції становить 3х685 кВА. Має 3+ та 3- фідери, з яких 2+ та 2- в робочому стані.
- ТП № 3 — знаходилася у місті Перевальську (біля шахти «Україна»), живила мережу міста Перевальськ. Працювала з 1962 до середини 1990-х. Наприкінці 90-х обладнання було демонтовано, у зв'язку з непотрібністю підстанції, і переведенням її навантаження на більш нову підстанцію № 6. Потужність підстанції становила 2х685 кВА. Мала 1+ та 1- фідер.
- ТП № 4 — знаходиться у депо 2, живить мережі нового району міста. Запущена в 1974 році. Потужність підстанції становить 3х685 кВА. Має 5+ та 5- фідерів, з яких 4+ та 4- в робочому стані.
- ТП № 5 — знаходиться в мікрорайоні ім. Горького (на Жиловці), живила північну частину мережі: лінію до залізничного вокзалу і лінію до селища Адміністративного. Запущена у 1982 році. Потужність підстанції становить 3х685 кВА. Має 2+ та 2- фідери — всі виведені з ладу. З вересня 2014 відключена від контактної мережі та не обслуговується задля економії платні працівникам, але знаходиться у стані придатному до експлуатації.
- ТП № 6 — знаходиться у місті Перевальськ (біля шахти № 5), живила значну частину мережі Перевальська. Запущена в 1992 році. Потужність підстанції становила 2х685 кВА. З 2008 року підстанція частково розкомплектована і законсервована, у зв'язку з припиненням роботи маршруту та демонтажем контактної мережі. Мала 2+ та 2- фідера.
- ТП № 7 — планувалося спорудження по вулиці Леніна біля вулиці Сарматської для розвантаження підстанції № 4, а також живлення нових ліній. У 1993 році велися роботи з підготовки будівельного майданчика, але вони були припинені. Потужність підстанції мала скласти 3х685 кВА. У 2006 році начальником підприємства були озвучені плани про будівництво підстанції, але трохи в іншому місці, на вул. Волгоградській, у зв'язку з будівництвом нової лінії по вул. Сарматської, але плани не реалізовано, а будівництво самої ж лінії було припинено ще на початку 2006 року.

Вся контактна мережа розбита на ділянки, що живляться від відповідних фідерів підстанцій. Протяжність живильних і підживлюючих ліній 600 В становить близько 6 км і 1 км відповідно. Живильні лінії майже повністю виконані у вигляді підземних кабелів. Частину електроенергії підстанції отримують від енергосистеми міста і частину від енергосистеми металургійного комбінату. Енергопостачання здійснюється по кабельних лініях 6 кВ.

### Кінцеві та проміжні зупинки
Загальна кількість зупинок на діючих маршрутах становила у пік розвитку понад 100, більша частина з них має павільйони для очікування.
Кількість кінцевих зупинок — 8. На кінцевих «пр. Металургів», «Депо № 2» та «Залізничний вокзал» є спеціальні місця для відстою тролейбусів.
Тролейбусні зупинки позначені табличками, на яких зазначені номери маршрутів, та неактуальна інформація про інтервали руху.

## Рухомий склад
За даними сайту alltransua.com
- зірочкою позначені балансові номери, які були призначені не при отриманні машин, а для неофіційної підміни виведеної з ладу справжньої машини з цим номером.

## Цікаві факти
- Алчевськ — перше місто в Луганській області та друге на Донбасі, що отримало тролейбусне сполучення.
- З 1958 року існує тролейбусна лінія у тунелі довжиною 420 метрів.
- З 1960 по 2008 рік існувала тролейбусна лінія до міста Перевальськ.
- З 1989 по 2002 роки в місті існував тролейбусний поїзд № 326+327.
- Алчевськ єдине місто області і одне з небагатьох в Україні, де тролейбуси ЮМЗ Т1 не були обрізані до стану ЮМЗ Т2. Але з 2011 по 2014 роки робочим залишався лише один з п'яти тролейбусів цієї моделі.

## Світлини на інших сайтах
- Алчевський тролейбус на сайті Alltransua
- Історичні світлини тролейбусів [Архівовано 4 березня 2016 у Wayback Machine.]
- Світлини тролейбусів 2005 року [Архівовано 31 січня 2009 у Wayback Machine.]
- Світлини тролейбусів 2006—2007 років [Архівовано 26 серпня 2014 у Wayback Machine.]
- Інші світлини тролейбусів [Архівовано 26 серпня 2014 у Wayback Machine.]